# Acrolophus parvus
Acrolophus parvus är en fjärilsart som beskrevs av Walsingham 1892. Acrolophus parvus ingår i släktet Acrolophus och familjen Acrolophidae. Inga underarter finns listade i Catalogue of Life.